# Șoimuș (okręg Hunedoara)
Șoimuș – wieś w Rumunii, w okręgu Hunedoara, w gminie Șoimuș. W 2011 roku liczyła 1204 mieszkańców.